# Екимов, Дмитрий Владимирович
Дмитрий Владимирович Екимов (бел. Дзмітрый Уладзіміравіч Якімаў; 5 февраля 1971, Москва) — советский, белорусский и российский футболист, выступавший на позиции вратаря. Сыграл один матч за национальную сборную Беларуси.

## Биография

### Клубная карьера
На взрослом уровне начал выступать в последнем сезоне чемпионата СССР в составе «Обувщика» из Лиды, игравшего в соревнованиях коллективов физкультуры. В том же сезоне перешёл в брестское «Динамо» и сыграл 7 матчей во второй лиге СССР.
После распада СССР продолжил играть за брестский клуб в чемпионате Беларуси. В первом сезоне стал вместе со своей командой обладателем бронзовых медалей. В 1994 году выступал за московский «ТРАСКО» в третьей лиге России, но в том же сезоне вернулся в Брест. В 1997 году перешёл в минское «Динамо» и в том же сезоне стал со своей командой чемпионом страны, сыграв за сезон 15 матчей, но со следующего сезона потерял место в основе.
С 2000 года выступал в первом дивизионе России за «Томь», «Газовик-Газпром» и «Читу», также в составе «Читы» и рязанского «Спартака-МЖК» играл во втором дивизионе.
В 2007 году снова вернулся в Брест и провёл один сезон в составе клуба. Стал обладателем Кубка Беларуси 2007 года, но в финальном матче не играл. Всего в высшей лиге Беларуси в составе брестского и минского «Динамо» сыграл 154 матча.
В конце карьеры выступал в низших дивизионах Польши за «Подляшье» (Бельско-Бяла). Завершил спортивную карьеру в возрасте 42 лет.
В 2014 году работал тренером вратарей в ФК «Вологда», в дальнейшем работал в академии московского «Локомотива».
С января 2020 года приступил к работе с вратарями Академии «Спартак»..

### Карьера в сборной
Свой единственный матч за национальную сборную Беларуси сыграл 20 августа 1996 года против сборной ОАЭ (0:1), отыграл первый тайм и пропустил гол на 15-й минуте.